# Kloster Casanova (Abruzzen)
Das Kloster Casanova (ital. Santa Maria di Casanova) ist ein ehemaliges Zisterzienserkloster in der italienischen Region Abruzzen.

## Lage
Santa Maria di Casanova lag in der Nähe der Gemeinde Villa Celiera bei Civitella Casanova in der Provinz Pescara.

## Geschichte
Das Kloster wurde 1191 von der Gräfin Margherita und Graf Berardo I. von Loreto Aprutino gestiftet und 1195 von einer Kolonie von Mönchen aus Kloster Tre Fontane bei Rom, einem Tochterkloster der Primarabtei Clairvaux, besiedelt. Der erste Abt war Bartolomeo. Von Casanova ging die Gründung von drei Tochterklöstern aus: Kloster Ripalta di Puglia, Kloster San Pastore und Kloster Santo Spirito d’Ocre. Papst Honorius III. schlug 1218 vor, dass das Kloster die Reform von S. Bartolomeo de Sactione übernehme, was jedoch verweigert wurde. Casanova entsandte 1236 auf Veranlassung von Papst Gregor IX. Mönche nach der Pilgerstätte Santa Maria delle Tremiti. 1259 wurde auch die Benediktinerabtei San Bartolomeo di Carpineto inkorporiert. Gegen 1330 fiel das Kloster in Kommende und die Zahl seiner Mönche ging zurück. 1623 schloss es sich der römischen Provinz der italienischen Zisterzienserkongregation an. 1765 musste es zur kalabresisch-lukanischen Kongregation übertreten. 1807 zählte das Kloster noch vier Mönche. Im gleichen Jahr wurde es von Joseph Bonaparte aufgehoben und anschließend den Karmeliten übergeben. 

## Anlage und Bauten
Die Anlage folgte dem Plan von Fontenay, übernahm aber auch einige Besonderheiten von Kloster Casamari. Heute sind nur noch Ruinen vorhanden.